# 李瑞 (童星)
李瑞（1991年1月16日—），男，河南郑州人，中国前儿童演员，因出演电视剧《快乐星球》中的男主角“丁凯乐”而知名。

## 作品

### 电视剧
- 《快乐星球》第一部－饰：丁凯乐（主演）
- 《快乐星球》第二部－饰：丁凯乐（客串）

### 书籍
- 《快乐我作主》[4]